# 刚毛涩荠
刚毛涩荠（学名：Malcolmia hispida）为十字花科涩荠属下的一个种。

## 扩展阅读
- 維基物種上的相關：刚毛涩荠